# Línea azul

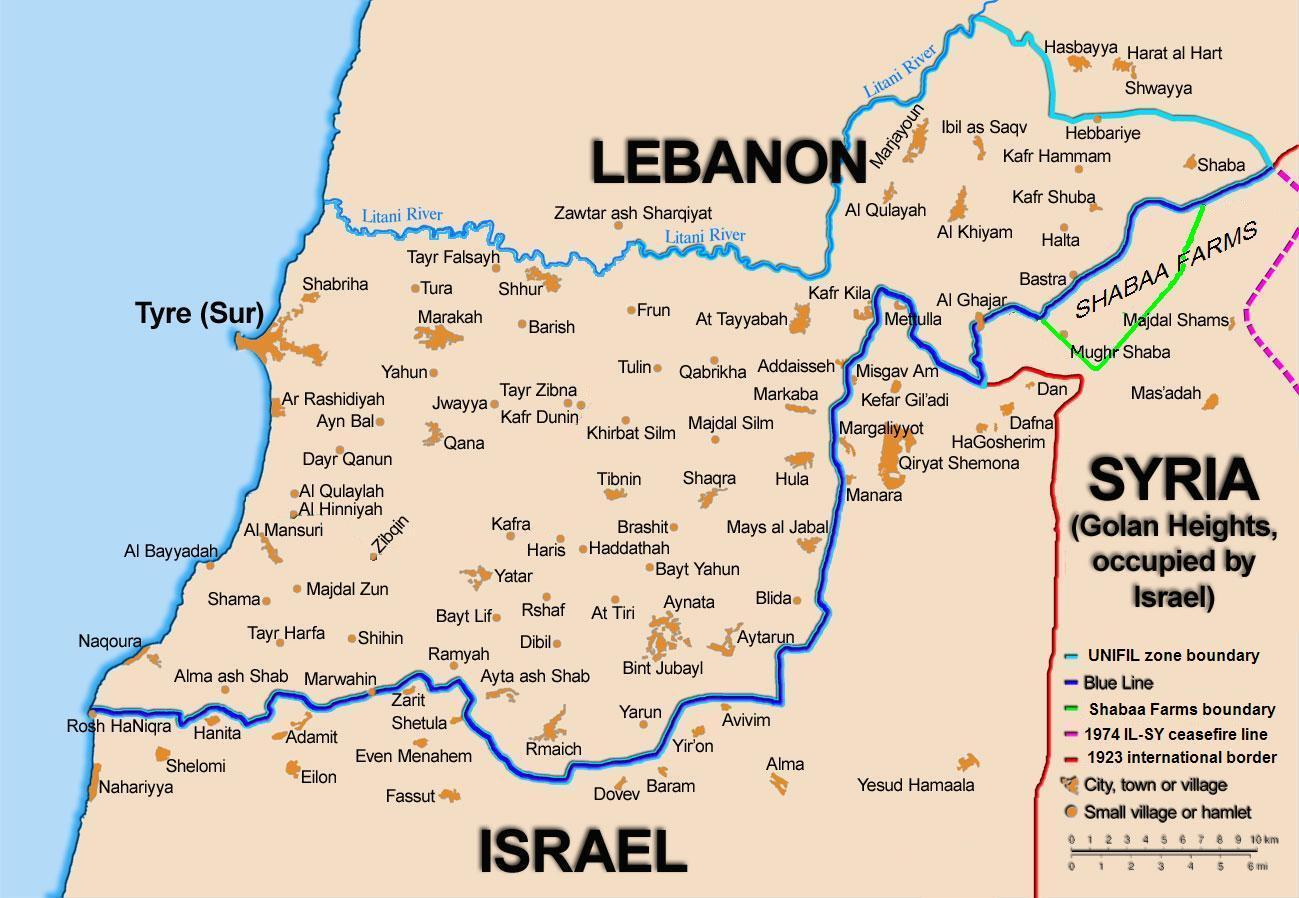
La Línea Azul demarca la frontera entre el Líbano e Israel así como la frontera Líbano - Altos del Golán.

La Línea Azul es la demarcación entre el Líbano e Israel, establecida por las Naciones Unidas el 7 de junio de 2000 para determinar si Israel se había retirado del Líbano. Equivale a la Línea Verde que, en 1949, se convirtió en la línea del alto el fuego tras la Guerra de Independencia de Israel de 1948.

## Historia
El 11 de marzo de 1978, la OLP realizó un ataque terrorista, conocido como la masacre de la carretera costera en Israel. El ataque implicó el secuestro de dos autobuses realizado por terroristas palestinos, y el asesinato de 37 israelíes, incluidos 13 niños, y otras 71 personas resultaron heridas. En respuesta, las fuerzas israelíes invadieron la región sur del Líbano, donde la OLP funcionó regularmente durante los años 70. Comenzando en la noche del 14-15 de marzo, y culminando algunos días después, las FDI ocuparon la parte meridional del Líbano a excepción de la ciudad de Tiro y sus alrededores. Esta operación se la conoce como Operación Litani. 
El 15 de marzo de 1978, el gobierno libanés protestó ante el Consejo de Seguridad de las Naciones Unidas contra la respuesta israelí, indicando que el Líbano no tenía ninguna conexión con los palestinos. El 19 de marzo de 1978 el Consejo adoptó la Resolución 425, en la cual invitó a Israel para cesar su acción militar y retirar sus fuerzas de todo el territorio libanés. También decidió sobre el establecimiento inmediato de la Fuerza Interina de Naciones Unidas en Líbano (UNIFIL). Las primeras tropas de UNIFIL llegaron al área el 23 de marzo de 1978.

## Definición
La Línea Azul se basa en el repliegue de las FDI a las posiciones anteriores al 14 de marzo de 1978, para no ser confundida con la Línea Verde, establecida en 1949, que es la línea del alto el fuego de la Guerra de Independencia de Israel de 1948.
El 17 de abril de 2000 cuando el primer ministro israelí Ehud Barak anunció que Israel comenzaría a retirar sus fuerzas del Líbano, el gobierno libanés rechazó participar en demarcar la frontera. Esto forzó a la O.N.U para conducir su propio examen basado en la línea discutida en la Resolución 425 del Consejo de Seguridad de las Naciones Unidas. 
El 25 de mayo de 2000, el Gobierno de Israel notificó a la Secretaría General de las Naciones Unidas que Israel replegó sus fuerzas, de acuerdo con la Resolución 425 del Consejo de Seguridad. Del 24 de mayo al 7 de junio de 2000, el enviado especial de la O.N.U viajó a Israel, Líbano y Siria para poner en práctica el informe del Secretario General realizado el 22 de mayo.. 
El cartógrafo oficial de Naciones Unidas y su equipo, asistidos por la UNIFIL, trabajaron en región para crear una línea que se adoptará para los propósitos prácticos de confirmar el retiro israelí. Mientras que esto no era una frontera formal, la intención era identificar una línea en la zona conforme a los límites internacionalmente reconocidos de Líbano, basados en el mejor certificado cartográfico.
El 7 de junio, culminado el mapa, demostraría la línea del retiro, que fue informada formalmente por el Comandante de las fuerzas de UNIFIL a las contrapartes, libanesas e israelíes. A pesar de sus observaciones sobre la línea, los gobiernos de Israel y Líbano confirmaron lo que identificaba esta línea era responsabilidad de las Naciones Unidas y que por eso respetarían la línea según lo demarcado. 
El 8 de junio, los equipos de la UNIFIL comenzaron el trabajo de verificar el retiro israelí detrás de la línea. El 16 de junio, el Secretario General divulgó al Consejo de Seguridad que Israel había retirado sus fuerzas de Líbano de acuerdo con la Resolución 425 (1978) y había satisfecho los requisitos definidos en su informe del 22 de mayo de 2000.
Estos requisitos eran a saber:
- Culminación del repliegue israelí conforme a la línea identificada por las Naciones Unidas;
- El Ejército del Sur del Líbano había desarmado a la milicia terrorista;
- Se habían liberado a todos los prisioneros de guerra de la prisión del Al-Khiam.

Esta línea de repliegue de las FDI se ha llamado Línea Azul en todas las comunicados oficiales de la O.N.U desde entonces.